# Festival du film de vacances
 (novembre 2019).
Si vous disposez d'ouvrages ou d'articles de référence ou si vous connaissez des sites web de qualité traitant du thème abordé ici, merci de compléter l'article en donnant les références utiles à sa vérifiabilité et en les liant à la section « Notes et références ».
 (novembre 2019).
Le Festival du film de vacances est un festival de cinéma se déroulant annuellement dans une ville française.

## Le festival
Le festival présente 12 films sélectionnés parmi des centaines de vrais films de vacances, témoignages de temps libre réalisés par de vrais vacanciers avec les moyens que beaucoup possède aujourd'hui : une caméra numérique pour tourner et un ordinateur pour monter. D'une durée maximale de 8 minutes, ces films sont des invitations à partager des instants communs à tous : les vacances. La participation au festival est ouverte à tous les vacanciers : aux amateurs de la vidéo comme aux professionnels du cinéma.
Sur une idée originale d'Yves Pinol (monteur, réalisateur), organisé par Michaël Bourgeonnier et Charlène Rambaud, ce festival a eu lieu pour sa première édition à Clichy (Hauts-de-Seine) le 13 novembre 2007.
Le président d'honneur de la première édition fut Jean-Didier Urbain, anthropologue spécialisé dans le tourisme et les vacances. Un jury de professionnels composé de Marie-Christine Adam, Christine Lemler, Philippe Masson, René Tredez, Philipp Koenig, Jean-Pierre Sergent et Michel Scotto di Carlo a décerné 4 prix : « Bronzés », « Phileas », « Robinson » et « Gauguin ». Les trophées sont réalisés par un artiste plasticien nommé Sellig.
La 2e édition s'est déroulée à Issy-les-Moulineaux (Hauts-de-Seine) le 14 novembre 2008. Le Jury est composé de Jean Viard, Jean-Claude Dauphin, Michel Alexandre, Lucie Jeanne et de Jean-Hervé Madec.
La 3e édition s'est déroulée à Issy-les-Moulineaux (Hauts-de-Seine) le 20 novembre 2009. Le Jury est composé de Sophie Goillot, Sylvie Loeillet, Caroline Bourg, Michel Crémadès et André Santini.
La 4e édition a eu lieu au parc du Futuroscope le 26 février 2012, et a proposé une journée évènement au cœur du parc pour ses 25 ans. L'actrice Anémone présidait le jury.
La 5e édition s'est tenu le 15 février 2014 à Angoulême. Le comédien-réalisateur Benoît Delépine présidait le jury. Nans et Mouts de la série Nus et culottés ont présenté la soirée événement.